# Eschede
Eschede är en kommun och ort i Landkreis Celle i förbundslandet Niedersachsen i Tyskland.